# Рождественская ёлка в Белом доме

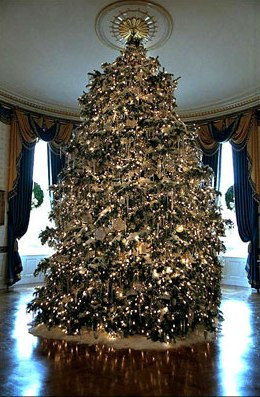
Рождественская ёлка в 2001 году

Рождественская ёлка в Белом доме — официальная рождественская ёлка в резиденции президента США, Белом доме. Первая рождественская ёлка была установлена в Белом доме в XIX веке (относительно точного года ведутся споры), а с 1961 года ёлка украшается тематическим декором по усмотрению первой леди США.

## История

### Первая ёлка
Относительно «истинно первой» настоящей рождественской ёлки Белого дома ведутся споры. По некоторым сведениям, у 14-го президента Франклина Пирса в 1850-х годах (по разным данным — в 1853 или 1856 году) стояла первая домашняя рождественская ёлка в Белом доме. По другим сведениям, первая ёлка была установлена во время правления 23-го президента Бенджамина Гаррисона (по разным данным — в 1888, 1889 или 1891 году). Первая леди Кэролайн Гаррисон помогла украсить елку, которая была установлена в овальной гостиной второго этажа, которая сегодня является Жёлтой овальной комнатой:61. Имеется и упоминание о 10-м президенте Джоне Тайлере в 1840-х годах, когда он устраивал детский праздник, на котором стояла рождественская елка с подарками.
Были годы, когда рождественская ёлка в Белом доме вовсе не устанавливалась. Её достоверно не было в 1902, 1904, 1907 и 1922 году. Отсутствие ёлки в 1902 году было связано с тем, что президент Теодор Рузвельт не заказал её до 23 декабря.

### Заложение традиций

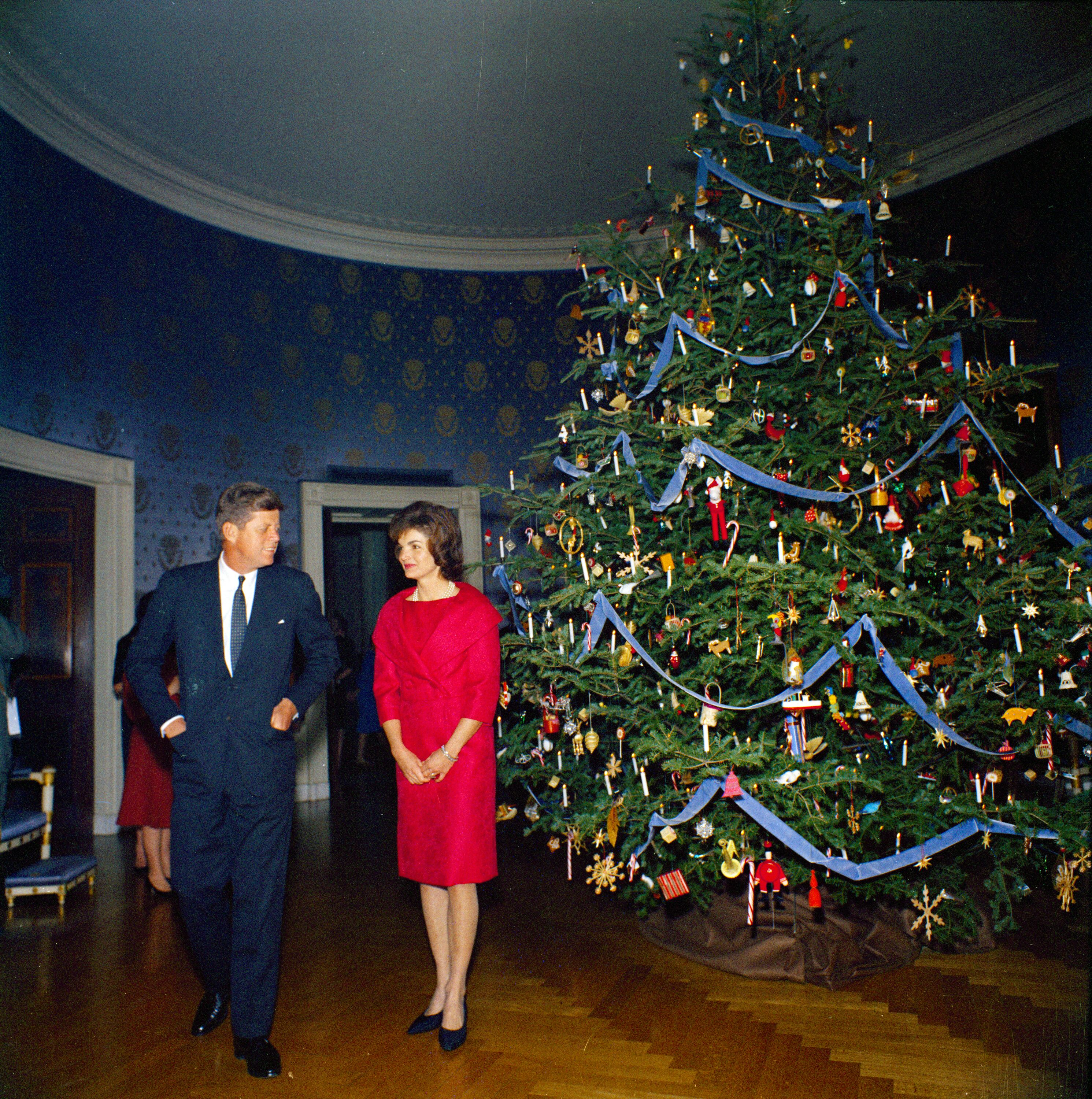
Президент Джон Кеннеди и первая леди Жаклин Кеннеди рядом с первой тематически украшенной ёлкой в Голубой комнате в 1961 году

После президентства Гаррисона ёлки не всегда устанавливались внутри Белого дома. В 1929 году первая леди Лу Гувер положила начало традиции, по которой ёлку в Белом доме украшает жена президента. В 1961 году первая леди Жаклин Кеннеди дополнила традицию, начав подбирать для ёлки тематические украшения; первый такой декор был выполнен на мотив балета Щелкунчик Петра Ильича Чайковского.

## Описание ёлки
Отбор рождественской ёлки для Белого дома производится в разных питомниках по всей стране. Питомники в штате Северная Каролина предоставили целых 12 деревьев — больше, чем из других штатов. Штаты Вашингтон и Висконсин, по состоянию на 2011 год, занимали второе место по количеству деревьев, предоставленных Белому дому — 7. Обычно в качестве рождественской ёлки Белого дома используется пихта Фразера, чаще чем другие хвойные деревья.
Рождественская ёлка Белого дома с 1961 года неоднократно выставлялась в Голубой комнате. Время от времени её также выставляли в вестибюле.
Как правило, в Белом доме и вокруг него имеется больше одной рождественской ёлки; например, в 1997 году их было 36, а в 2008 году — 27. Традиционно ёлка в Голубой комнате является официальной рождественской ёлкой Белого дома. Рождественская ёлка в Белом доме обычно достигает 6 метров в высоту, и хрустальную люстру в Голубой комнате снимают, чтобы дерево могло поместиться в комнату.